# Краснівка (Феодосійський район)
Кра́снівка (до 1948 року — Червоні Єрчі́, до 1920-х — Єрчі́, крим. Yerçi) — село Феодосійського району Автономної Республіки Крим.
Розташоване у центрі району.
Відстань від райцентру до населеного пункта становить 25 кілометрів по прямій.